# Nestos

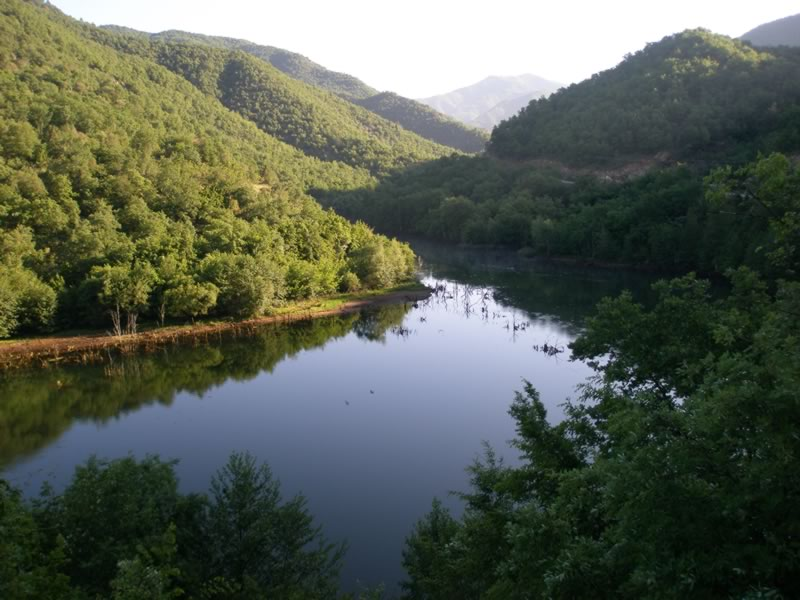
El Nestos a Grècia

El Nestos o Mesta (en grec antic Νέστος, o també Νέσσος; en búlgar Места; en turc Kara Su) és un riu que neix a les muntanyes de Rila a Bulgària i desguassa a Grècia a la mar Egea.
Tradicionalment ha marcat el límit entre Tràcia i Macedònia. Era el límit oriental del Regne de Macedònia al segle iv aC, segons Estrabó i es va mantenir com a frontera després de la conquesta romana al segle ii aC. Prop de la desembocadura es trobava l'antiga ciutat tràcia d'Abdera, explica Heròdot.

## Mitologia
Nestos també era un dels Oceànits. Hesíode afirma que era fil d'Oceà i de Tetis i, per tant, germà de les Oceànides.